# Curitiba Challenger (1980-2001)
Il Curitiba Challenger è stato un torneo professionistico di tennis giocato su campi in terra rossa. Faceva parte dell'ATP Challenger Series. Si giocava a Curitiba in Brasile. Inaugurato nel 1980, si sono giocate 11 edizioni con diverse interruzioni fino al 2001.

## Albo d'oro

### Singolare
| Anno       | Campione           | Finalista          | Punteggio     |
| ---------- | ------------------ | ------------------ | ------------- |
| 2001       | Flávio Saretta     | Luis Horna         | 7–6(3), 6–1   |
| 2000- 1998 | Non disputato      | Non disputato      | Non disputato |
| 1997       | Gustavo Kuerten    | Răzvan Sabău       | 3–6, 6–4, 6–3 |
| 1996- 1994 | Non disputato      | Non disputato      | Non disputato |
| 1993       | Gilbert Schaller   | Christian Miniussi | 6–4, 6–0      |
| 1992- 1991 | Non disputato      | Non disputato      | Non disputato |
| 1990       | Pedro Rebolledo    | Javier Frana       | 6–1, 7–5      |
| 1989- 1986 | Non disputato      | Non disputato      | Non disputato |
| 1985 (2)   | Julio Goes (2)     | Milan Šrejber      | 6–4, 6–4      |
| 1985       | Julio Goes (1)     | Gustavo Guerrero   | 6–4, 6–0      |
| 1984       | Martín Jaite       | Ivan Kley          | 6–2, 6–4      |
| 1983       | Zoltán Kuhárszky   | Julio Goes         | 6–2, 7–6      |
| 1982       | Carlos Kirmayr (2) | João Soares        | 6–2, 6–4      |
| 1981       | Carlos Kirmayr (1) | Alejandro Ganzábal | 6–1, 6–1      |
| 1980       | Gustavo Guerrero   | Marcos Hocevar     | 7–6, 6–3      |

### Doppio
| Anno       | Campioni                               | Finalisti                            | Punteggio     |
| ---------- | -------------------------------------- | ------------------------------------ | ------------- |
| 2001       | Tim Crichton Ashley Fisher             | Emanuel Couto Pedro Pereira          | 6–3, 6–4      |
| 2000- 1998 | Non disputato                          | Non disputato                        | Non disputato |
| 1997       | Glenn Weiner Herbert Wiltschnig        | Eduardo Medica Mariano Puerta        | 6–3, 6–4      |
| 1989- 1994 | Non disputato                          | Non disputato                        | Non disputato |
| 1993       | João Cunha e Silva Jack Waite          | Francisco Montana Gilbert Schaller   | 4–6, 6–3, 6–0 |
| 1992- 1991 | Non disputato                          | Non disputato                        | Non disputato |
| 1990       | Hendrik Jan Davids Jacco Eltingh       | César Kist Danilo Marcelino          | 6–4, 3–6, 6–3 |
| 1989- 1986 | Non disputato                          | Non disputato                        | Non disputato |
| 1985 (2)   | Nelson Aerts (2) Alexandre Hocevar (2) | Tom Nijssen Johan Vekemans           | 7–6, 6–4      |
| 1985       | Dácio Campos Luiz Mattar               | Álvaro Fillol Dominik Guido Utzinger | 7–6, 6–3      |
| 1984       | Nelson Aerts (1) Alexandre Hocevar (1) | Ivan Kley Fernando Roese             | 6–4, 2–6, 7–6 |
| 1983       | David Carter Steve Meister             | Givaldo Barbosa João Soares          | 6–3, 6–3      |
| 1982       | Givaldo Barbosa João Soares            | Carlos Kirmayr Cássio Motta          | 7–6, 6–1      |
| 1981       | Carlos Kirmayr Cássio Motta            | Jose Luis Damiani Thomaz Koch        | 7–6, 6–4      |
| 1980       | Jorge Andrew Markus Günthardt          | Kevin Harris Craig Wittus            | 4–6, 6–3, 7–6 |